# Protandrena bishoppi
Protandrena bishoppi är en biart som beskrevs av Crawford 1916. Protandrena bishoppi ingår i släktet Protandrena och familjen grävbin. Inga underarter finns listade i Catalogue of Life.